# Francis Arinze
Francis kardinál Arinze (* 1. listopadu 1932 Eziowelle) je nigerijský kardinál, bývalý předseda Papežské rady pro mezináboženský dialog (1985–2002) a prefekt Kongregace pro bohoslužbu a svátosti (2002–2008).

## Životopis
Narodil se jako třetí ze sedmi dětí v malé vesnici v nigerijské arcidiecézi Onitsha. Pochází z kmene Igbo, v den svých devátých narozenin konvertoval ke katolictví a byl pokřtěn. Studoval v seminářích v rodné zemi i v Římě. Kněžské svěcení přijal 23. listopadu 1958. Poté pokračoval ve studiu na Papežské univerzitě Urbaniana (v letech 1958 - 1961) a v Londýně (1963 - 1964). Roky 1961 až 1963 strávil v Nigérii jako přednášející v semináři a sekretář katolického školství v západní Nigérii.
V červenci 1965 byl jmenován biskupem-koadjutorem diecéze Onitsha - byl tehdy jedním z nejmladších biskupů na světě. Biskupské svěcení přijal 29. srpna téhož roku. Řízení diecéze se ujal v červnu 1967. V letech 1979 až 1984 byl předsedou Nigerijské biskupské konference. V dubnu 1984 ho papež Jan Pavel II. jmenoval pro-prefektem Papežské rady pro mezináboženský dialog. Rezignoval proto na řízení diecéze a přešel do papežské kurie. Při konzistoři 25. května 1985 ho Jan Pavel II. jmenoval kardinálem. Po této nominaci se stal plnoprávným prefektem uvedené rady. Dne 1. října 2002 se stal prefektem Kongregace pro bohoslužbu a svátosti. Tuto funkci vykonával až do dovršení kanonického věku, na odpočinek odešel v roce 2008.
Při konkláve v roce 2005 byl považován za jednoho z vážných kandidátů na zvolení papežem. V roce 2009 vedl duchovní cvičení pro papeže Benedikta XVI. a jeho nejbližší spolupracovníky.
Arinze mj. řekl, že politici hlasující pro interrupce by neměli přistupovat ke svatému přijímání.